# Oscar de melhor curta-metragem: cor
O prêmio de Melhor Curta-Metragem (Cor) foi concedido apenas na nona (1936) e na décima (1937) cerimônias.
| Ano  | Vencedor        | Estúdio        | Outros Indicados                                                               |
| ---- | --------------- | -------------- | ------------------------------------------------------------------------------ |
| 1936 | Give Me Liberty | Warner Bros.   | La Fiesta de Santa Barbara (Lewis Lewyn/MGM) Popular Science J-6-2 (Paramount) |
| 1937 | Penny Wisdom    | Pete Smith/MGM | The Man Without a Country (Warner Bros.) Popular Science J-7-1 (Paramount)     |